# Jules Léotard
Pour les articles homonymes, voir Léotard.
Jean-Marie Jules Léotard dit Jules Léotard, né le 1er août 1838 à Toulouse et mort le 16 août 1870 dans la même ville, est un trapéziste français, inventeur du trapèze volant et plus particulièrement de la voltige entre deux trapèzes, ainsi que du justaucorps (qui porte son nom en anglais).

## Biographie

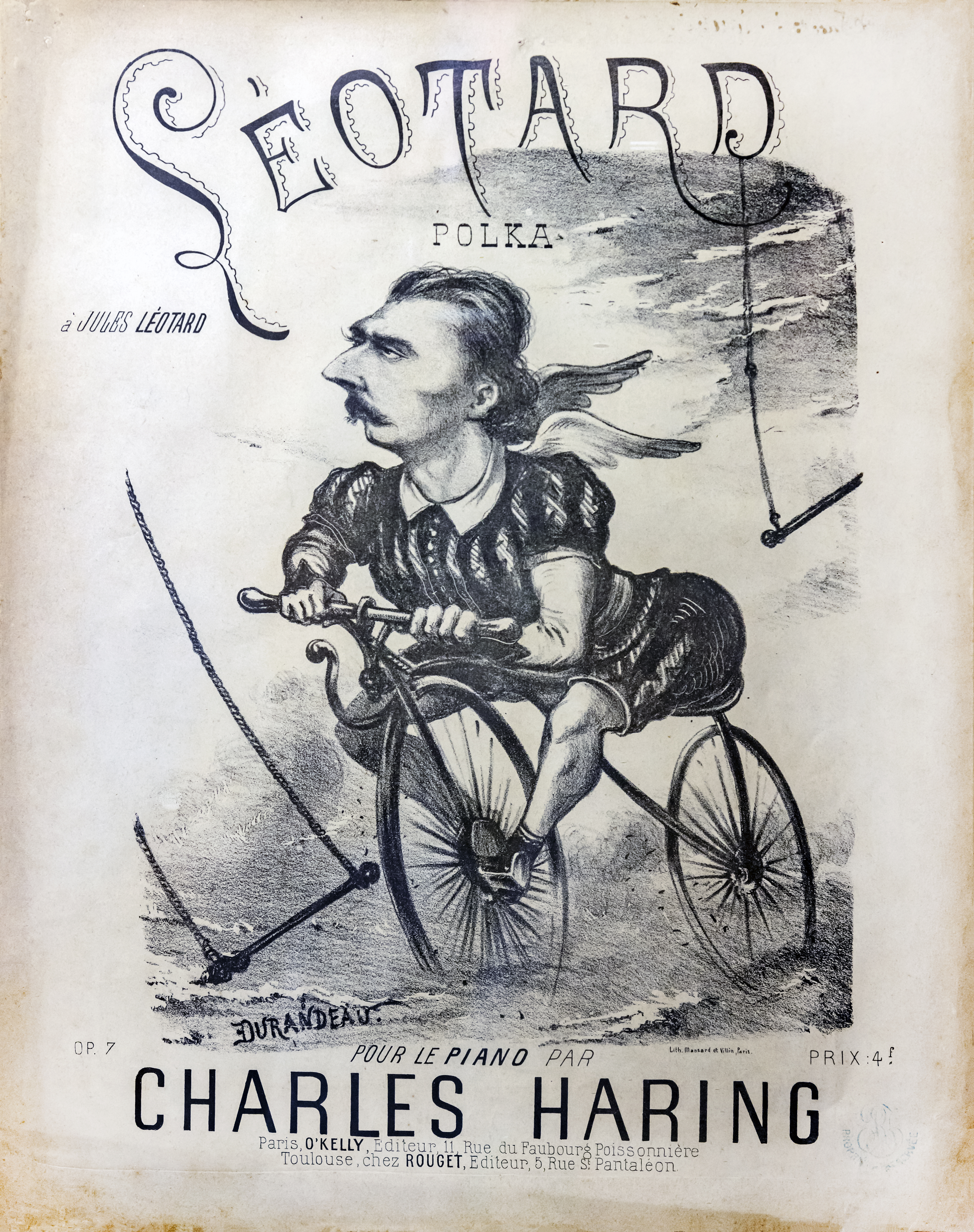
Caricature de Jules Léotard par Durandeau.

Jean-Marie Jules Léotard naît le 1er août 1838 à Toulouse, de Jean Léotard, et Jeanne Marie Françoise Ambielet.
Son père est gymnaste et éducateur en acrobaties au sol dans un gymnase dépendant de l'École d'Équitation de Toulouse. Il ouvre son propre établissement rue du Rempart-Saint-Étienne dans la même ville en 1856, supplanté par un second quelques années plus tard, chemin de la Poudrière.
Après l'obtention de son baccalauréat à l'âge de 17 ans, Jules Léotard, d'abord destiné à étudier le droit, se tourne finalement vers la gymnastique. Alors qu'il s'entraîne dans un premier temps à des exercices de petite voltige, il parvient, aidé de son père et de ses camarades du gymnase, à exécuter un premier passage entre deux trapèzes en effectuant un saut périlleux : il est ainsi l'inventeur du trapèze volant.
Des artistes parisiens en visite à Toulouse remarquent ses exploits, et en informent Louis Déjean, directeur du Cirque de l'Impératrice de Paris, qui vient assister à l'une de ses séances de travail le 20 juin 1859. Il rejoint finalement le Cirque Napoléon (actuel Cirque d'Hiver) et fait sa première apparition au public dans un numéro de trapèze volant le 12 novembre 1859.
Pour laisser son corps libre de ses mouvements et faire apparaître sa musculature, il porte un maillot collant inventé pour ses besoins, nommé depuis le léotard et utilisé par les hommes en gymnastique artistique. Ce vêtement lui vaut un procès intenté par M. Déjean en septembre 1860, Léotard refusant de se plier aux règles et de porter le costume traditionnel des écuyers (habit noir, pantalon blanc et noir et gants blancs) qui relève pourtant d'une obligation contractuelle. On lui reproche également à cette occasion ses poses dénudées dans des clichés réalisés par le photographe Paul-Émile Pesme, où il apparaît vêtu d'un simple linge,.
Entre 1861 et 1863, il se produit à Londres où il rencontre un succès considérable.
Jules Léotard meurt à Toulouse de la variole noire, à l'âge de 32 ans. Il est enterré au cimetière de Terre-Cabade à Toulouse (Haute-Garonne), situé sur le plan à la parcelle 1-5 : tombe 19.
Une rue porte son nom à Toulouse, dans le quartier de la Côte Pavée.

## Chanson
Jules Léotard a inspiré la chanson populaire The Daring Young Man on the Flying Trapeze également connue sous le nom de « Flying Trapeze », créée en 1867 par le parolier et chanteur britannique George Leybourne, est adaptée sur une musique de Gaston Lyle, et arrangée par Alfred Lee,.
He'd fly through the air with the greatest of ease,
That daring young man on the flying trapeze.
Il volait dans les airs avec une grande facilité,
Ce jeune homme audacieux sur le trapèze volant.
La chanson a aussi été enregistrée et interprétée par Don Redman & His Orchestra (1936), The Chipmunks, Eddie Cantor, Burl Ives, Cliff Edwards, Spike Jones, Ian Whitcomb, Les Paul, Mary Ford, Crispin Hellion Glover et Bruce Springsteen.

## Cinéma
Jules Léotard a aussi inspiré le cinéma américain avec le film Les Joies de la famille. La réalisation est de Clyde Bruckman avec : 
- W. C. Fields (Ambrose Wolfinger)
- Mary Brian (Hope Wolfinger)
- Kathleen Howard (Leona Wolfinger)

## Publication
- Pirouettes et collants blancs : mémoires de Jules Léotard, le premier des trapézistes , Paris, Mercure de France, 2010, coll. "Le Temps retrouvé", 120 p., préface et notes de Noël Herpe[3].

### Notices et ressources
- Ressources relatives aux beaux-arts :   - Musée d'Orsay
  - National Portrait Gallery
- Notices dans des dictionnaires ou encyclopédies généralistes :   - Britannica
  - Enciclopedia De Agostini
  - Nationalencyklopedin
  - Visuotinė lietuvių enciklopedija
- Notices d'autorité :   - VIAF
  - ISNI
  - BnF (données)
  - IdRef
  - LCCN
  - GND
  - Belgique
  - Pologne